# Caen kötöttpályás buszhálózata
Caen kötöttpályás buszhálózata (francia nyelven: Transport léger guidé de Caen) vagy ahogyan a helyiek nevezték: "A villamos", egy kötöttpályás buszhálózat volt Caen városában. A hálózat kettő vonalból állt, melyen 34 megálló volt. Hossza 15,7 km volt. A városban 24 háromrészes csuklós Bombardier TVR sorozatú jármű közlekedett felsővezetékes 750 voltos egyenáramú áramrendszerrel, amelyeket egy központi, nem tartó sín vezetett. A járművet a kétpólusú felsővezeték táplálta 750 Voltos egyenárammal.
A rendszer hároméves építési idő után, 2002. november 18-án nyílt meg 227 millió euró összköltséggel. A Caen-i közlekedési vállalat, a Twisto (CTAC) volt a TVR-rendszer üzemeltetője, és a rendszert "villamosnak" nevezte. A hálózat a Bombardier Guided Light Transit (franciául TVR) technológiáját használta.
A hálózatot 2017-ben bezárták, helyette modern villamosüzem épült.
A járművek segéddízelmotorokkal és kormánykerékkel is rendelkeztek, és a vezetősíneken kívül is tudtak közlekedni, de csak dízel üzemmódban. Normál üzemi körülmények között csak elektromos üzemmódban közlekedtek, amikor utasokat szállítottak az útvonalon, a dízelmotorokat csak a depóba (garázsba) való be- és kiálláshoz használták. Az áramszedő használata miatt a caeni járművek nem tudtak oldalirányban elmozdulni a felsővezetéktől, amikor elektromos üzemmódban működtek, és emiatt nem tekintették őket trolibusznak a szó angol nyelvű jelentése szerint, és a rendszert néha "gumikerekes villamosvasútként" emlegetik.

## Történet
Az SMTCAC (Syndicat Mixte des Transports en Commun de l'Agglomération Caennaise) 1988-ban gondolt először a tömegközlekedés nagyszabású fejlesztésére. A buszrendszer megnyitása azonban nem volt problémamentes, valamint a lakosság részéről a rendszer iránti érdeklődés hiánya miatt csak 23% támogatta a projektet. 1994-ben a Viacités, a kötöttpályás buszhálózat egyik partnere szerződést kötött az STVR (Société the transport sur Voie Réservée) konzorciummal, majd a meglévő építőipari cég, a Spie Batignolles és a Bombardier Transportation folytatta az infrastruktúra- és járműépítést. A pénzügyi szerződések miatt az önkormányzatnak nem volt más választása, mint a villamos ellen irányuló viszonylagos lobbi ellenére a projektet tovább folytatni.

## Járművek
A rendszer gumikerekes, háromrészes csuklós járműveket használt. A járművek felsővezetékből kapták a 750 V egyenáramot.